# János portugál herceg
1400. január 13-án jött világra, I. János portugál király és Lancasteri Filippa angol királyi hercegnő fiaként, Santarém városában.
Apai nagyszülei: I. Péter portugál uralkodó és Teresa Gille Lourenço polgárleány
Anyai nagyszülei: Genti János, Lancaster 1. hercege (III. Eduárd angol király fia) és Grosmont-i Blanka angol hercegnő
Egy lánytestvére volt, Izabella, s öt fiútestvére volt, Eduárd, Péter, Henrik, Ferdinánd és Alfonz (féltestvér).
1424-ben János feleségül vette a 21 éves Bragança Izabella hercegnőt, aki négy gyermekkel ajándékozta meg férjét:
- Diego (1425-1443)
- Izabella (1428-1496), II. János kasztíliai király felesége, I. Izabella királynő édesanyja
- Beatrix (1430-1506), Fernandóhoz, Viseu hercegéhez ment feleségül, az ő fiuk volt a későbbi I. Mánuel portugál király
- Filippa (1432-1450), Almada úrnője

1433-ban meghalt János édesapja, helyét a trónon a legidősebb fiútestvér, Eduárd vette át.
1438 szeptemberében meghalt Eduárd is, a trónon pedig kiskorú fia, Alfonz követte, V. Alfonz néven, gyámja pedig az özvegy királyné, Aragóniai Eleonóra lett.
János 1442. október 18-án, 42 évesen halt meg, Alcácer do Sal-ban. Özvegye, Izabella 1466. október 26-án, 64 éves korában hunyt el, Arévalo városában. Többé nem ment férjhez. 